# W świetle dowodów
W świetle dowodów – amerykańsko-niemiecko-portugalski thriller z 2000 roku.

## Obsada
- David Caruso – Ned Stark
- Charles S. Dutton – Jacob Doyle
- Jo D. Jonz – Demond Doyle
- John Finn – Jack Fisque
- Diego Wallraff – Sierżant DeLucca
- Malcolm Stewart – Richard Castlemore
- Michael Tomlinson – Barry Lambert
- Tom Butler – Alexander Hampton
- Kimberly Hawthorne – Pani Tennyson
- Babe Dolan – Pani Sexton
- Guyle Fraizer – Quentin
- Oscar Goncalves – Octavio
- Karin Konoval – Pani Novalo
- Don MacKay – Forest
- Walter Marsh – Dewey
- Ron Small – Zevon
- Marie Stillin – Pani Twill
- Rene Van Hullebush – Juan
- Henry O. Watson – Troy
- Timothy Webber – Marvin Levin
- Lorne Stewart – Cory Stark
- Dean McKenzie – Malcolm Noyce
- Paula Shaw – Sędzia Shapiro
- Tim Henry – Sierżant Campbell
- Rachel Hayward – Rachel Castlemore
- Lorraine Landry – Megan Stark
- Klodyne Rodney – Janice Jarman

## Fabuła
Trwa proces Desmonda Doyle’a oskarżonego o zabójstwo żony biznesmena Richarda Castlemore'a. Prokurator Ned Stark żąda kary śmierci, obrońca jest pogodzony z sytuacją swojego klienta. Wtedy zdesperowany ojciec oskarżonego terroryzuje wszystkich obecnych na sali sądowej. Wraz z sędziami przysięgłymi i mężem zamordowanej zamyka się w sali narad. Obiecuje, że wypuści zakładników, jeśli prokurator w ciągu 24 godzin znajdzie dowody uniewinniające Desmonda od zarzucanego mu czynu. Zaczyna się wyścig z czasem.